# Waffenverbotszone

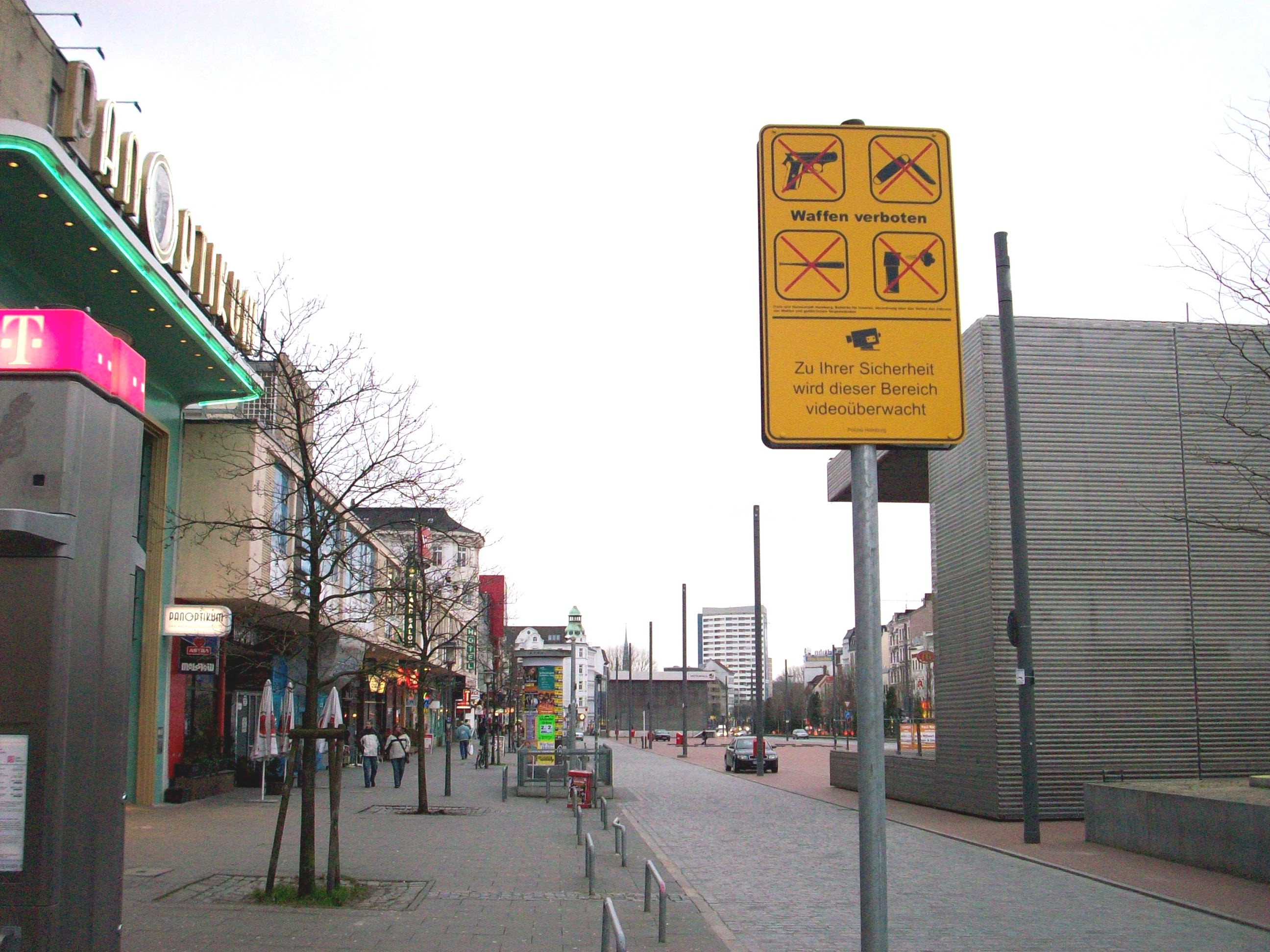
Schild mit Hinweis auf den Beginn einer Waffenverbotszone in Hamburg-St. Pauli (2008)

Als Waffenverbotszone (in Deutschland abgekürzt WVZ) wird ein Gebiet bezeichnet, in dem per behördlicher Verordnung das Mitführen von Waffen verboten ist (Waffenverbot). Die Waffenverbotszone kann zeitlich begrenzt werden und gibt der Polizei beziehungsweise den Sicherheitsbehörden die Möglichkeit, an Kriminalitätsschwerpunkten verdachtsunabhängige Personenkontrollen durchzuführen. Zusätzlich ist oft eine polizeirechtliche Zone eingerichtet, die das Mitführen von sogenannten gefährlichen Gegenständen untersagt.

## Deutschland

### Rechtsgrundlagen

#### Waffengesetz
In Deutschland ist der Erlass von Waffenverbotszonen in § 42 Abs. 5 des Waffengesetzes (WaffG) geregelt. Zuständig für den Erlass der Verordnung sind die Landesregierungen, die die Befugnis aber durch Rechtsverordnung auf andere Landesbehörden übertragen können.
Das Führen von Waffen kann auf öffentlichen Straßen, Wegen und Plätzen verboten werden, wenn an diesen Orten wiederholt Straftaten unter Einsatz von Waffen oder Raubdelikte, Körperverletzungsdelikte, Bedrohungen, Nötigungen, Sexualdelikte, Freiheitsberaubungen oder Straftaten gegen das Leben begangen worden sind und Tatsachen die Annahme rechtfertigen, dass auch künftig mit der Begehung solcher Straftaten zu rechnen ist.
Seit Inkrafttreten des dritten Waffenrechtsänderungsgesetzes (drittes WaffRÄndG) am 1. September 2020 können auch öffentliche und besonders frequentierte Plätze zu Waffenverbotszonen erklärt werden, ohne vorher als kriminell gelten zu müssen.
Seit 31. Oktober 2024 ist in Waffenverbotszonen auch das Führen von Messern grundsätzlich verboten (vorher galt das Verbot nur für Messer mit einer feststehenden oder feststellbaren Klinge, die über vier Zentimeter lang war).
Gemäß § 42 Absatz 1 WaffG gelten diese Verbote bei öffentlichen Vergnügungen, Volksfesten, Sportveranstaltungen, Messen, Ausstellungen, Märkten und ähnlichen öffentlichen Veranstaltungen sowie für Theater-, Kino- und Diskothekenbesuche sowie Tanzveranstaltungen auch ohne Erlass.
Die (nach Landesrecht) zuständigen Behörden (z. B. Polizei) dürfen gemäß dem am 31. Oktober 2024 in Kraft getretenen § 42c WaffG auch ohne Verdacht in diesen Bereichen Personen durchsuchen.

#### Polizeirecht
Nach dem Polizeirecht der Länder können per Verordnung Zonen errichtet werden, in denen das Mitführen von sogenannten gefährlichen Gegenständen untersagt ist.

### Orte mit Waffenverbotszonen
Waffenverbotszonen gab oder gibt es in Deutschland beispielsweise in den Städten Berlin, Bremen, Frankfurt (Bahnhofsviertel, EM Fanzone Mainufer), Hamburg, Köln (Ringe, Wiener Platz und Zülpicher Straße) Düsseldorf (Düsseldorf-Altstadt), Leipzig (Ortsteil Neustadt-Neuschönefeld), Saarbrücken,
Braunschweig-Innenstadt,
Stuttgart (Mitte) und Mannheim, die in unterschiedlichen Bundesländern liegen.
Die Leipziger Waffenverbotszone wurde vom Sächsischen Oberverwaltungsgericht im Jahr 2021 für rechtsunwirksam erklärt. Obwohl alle anderen Waffenverbotszonen in Deutschland fast identische Wortlaute der Leipziger Polizeiverordnung enthalten und auf ähnlicher Rechtsgrundlage geschaffen wurden, wurde die Legitimität dieser Zonen bisher nicht vor Gericht angefochten.

### Kritik
Wesentliche, etwa im Rahmen der „Next Guneration“ des Verbands Deutscher Büchsenmacher und Waffenfachhändler (VDB) vorgetragene Kritikpunkte sind, dass WVZn im Regelfall nur von unbescholtenen Bürgern, welchen das Mitführen von Mitteln zur Selbstverteidigung nunmehr verboten sei, eingehalten werden würden, weshalb sich das Sicherheitsgefühl nicht erhöhe, die Kriminalität sich lediglich verlagere, die Regelungen der unterschiedlichen WVZn sich unterschieden, die Kontrolle von Ausnahmeregelungen und der Nachweis des besonderen Interesses zum legalen Führen von Waffen erhebliche Kapazitäten binde, dass das Führen von Waffen ohnehin nur mit Waffenschein legal sei und öffentliche Veranstaltungen bereits über das Hausrecht reguliert seien. Zudem wurde laut einer Studie der Hochschule der Sächsischen Polizei (FH) die WVZ in der Leipziger Eisenbahnstraße (s. o.) von den Anwohnern als Stigmatisierung und zahlreiche Kontrollen als Racial Profiling wahrgenommen, die zudem der Bekämpfung der grundlegenden Probleme nicht zuträglich sei.

## Österreich
In Österreich ist die Verordnung von Waffenverbotszonen in § 36b Sicherheitspolizeigesetz (SPG) geregelt, zuständige Behörde ist die jeweils örtlich zuständige Sicherheitsbehörde I. Instanz. Es ist verboten, eine Waffenverbotszone mit Waffen (gemäß § 1 WaffG 1996) oder Gegenständen, die geeignet sind und den Umständen nach dazu dienen, Gewalt gegen Menschen oder Sachen auszuüben, zu betreten. Die Organe des öffentlichen Sicherheitsdienstes sind ermächtigt, Personen bzw. deren Kleidung, Fahrzeuge etc. zu durchsuchen, wenn der Verdacht besteht, dass diese gegen das Verbot verstoßen. In diesem Fall sind die Organe des öffentlichen Sicherheitsdienstes ermächtigt, die Waffe oder den Gegenstand sicherzustellen. Über die Personen kann die Behörde gemäß § 84 SPG eine Verwaltungsstrafe in Höhe von bis zu 500 Euro, im Wiederholungsfall bis in Höhe von bis zu 2300 Euro, verhängen. Waffenverbotszonen können ausschließlich für einen Zeitraum von maximal drei Monaten und nur für öffentliche Orte, in denen aufgrund bestimmter Tatsachen, insbesondere wegen vorangegangener gefährlicher Angriffe, zu befürchten [ist], dass es […] zu gefährlichen Angriffen gegen Leben, Gesundheit oder Eigentum von Menschen kommen wird, verordnet werden.
Waffenverbotszonen gab oder gibt es in den Städten Wien (Praterstern sowie der Teil des Donaukanals zwischen Augartenbrücke und Salztorbrücke), Linz (Fortgehviertel Altstadt sowie Hinsenkampplatz) und Innsbruck (Bogenmeile sowie ein Abschnitt beim Hauptbahnhof).